# Avalon (Album)
Avalon ist das achte und letzte Studioalbum der britischen Artrock-Band Roxy Music. Es erschien am 28. Mai 1982 unter dem Label Warner Bros. Records. Avalon markiert nach Manifesto (1979) und Flesh and Blood (1980) den Endpunkt der musikalischen Transformation der Band hin zu einem glatteren eleganten Sound und gilt als stilprägend für den Sophisti-Pop.

## Entstehung und Versionen
Die Aufnahmen zu Avalon entstanden in den Compass Point Studios (Nassau / Bahamas) und den Power Station Studios (New York City). Verantwortlich für die Produktion  waren neben Rhett Davis auch die Bandmitglieder selbst. Als Toningenieur war neben Produzent Davis auch Bob Clearmountain verpflichtet worden, das Mastering der Originalaufnahmen übernahm Robert „Bob“ Ludwig in den Masterdisk-Studios.
Das Albumcover wurde von Peter Saville entworfen, das Foto selbst stammt von dem britischen Fotograf Neil Kirk. Es zeigt im Gegenlicht eine Person in mittelalterlicher Kleidung, die einen auf der Hand sitzenden Falken trägt und Bezug auf den mythischen Ort Avalon nimmt.
Neben der Standard-Version als LP wurde das Album auch als Kompaktkassette und CD vertrieben. Im Jahr 2003 veröffentlichte Virgin Avalon als Hybrid Super Audio Compact Disc mit einer neuen 5.1-Mehrkanal-Abmischung des ursprünglichen Produktionsteams. Diese Produktion entstand in Bob Clearmountains Mix-This!-Studios, das Remastering erfolgte bei Gateway Mastering in Portland (Maine).

## Rezeption
Die Zeitschrift Rolling Stone setzte das Album auf Platz 31 von den 100 besten Alben der 1980er Jahre. Avalon war die Fortsetzung des Stils, mit dem 1980 Flesh and Blood veröffentlicht wurde. Besonders gewürdigt wurden die „eindringlichen Melodien und hypnotischen Rhythmen“.
Kurt Loder schrieb im Magazin Rolling Stone: „[...] der Klang ist jetzt sanfter, verträumter und weniger entschlossen dramatisch. Ferry’s Songwriting schien [...] selten stärker zu sein.“
Mark Coleman schrieb für The New Rolling Stone Album Guide: „Avalon's Einfluss auf die britische Popszene der 80er kann nicht genug betont werden.“

## Titelliste
Alle Musik und Texte von Bryan Ferry, außer den Titeln 5, 7 und 10. Dort wie angegeben.
1. More than This – 4:30
2. The Space Between – 4:30
3. Avalon – 4:16
4. India – 1:44
5. While My Heart Is Still Beating (Bryan Ferry, Andy Mackay) – 3:26
6. The Main Thing – 3:54
7. Take a Chance with Me (Bryan Ferry, Phil Manzanera) – 4:42
8. To Turn You On – 4:16
9. True to Life – 4:25
10. Tara (Bryan Ferry, Andy Mackay) – 1:43

## Kommerzieller Erfolg

### Chartplatzierungen
| ChartsChartplatzierungen       | Höchstplatzierung | Wochen |
| ------------------------------ | ----------------- | ------ |
| Deutschland (GfK)              | 4 (32 Wo.)        | 32     |
| Österreich (Ö3)                | 5 (14 Wo.)        | 14     |
| Vereinigte Staaten (Billboard) | 53 (27 Wo.)       | 27     |
| Vereinigtes Königreich (OCC)   | 1 (57 Wo.)        | 57     |

| ChartsJahrescharts (1982) | Platzierung |
| ------------------------- | ----------- |
| Deutschland (GfK)         | 23          |

### Auszeichnungen für Musikverkäufe
| Land/Region                  | Auszeichnungen für Musikverkäufe (Land/Region, Auszeichnung, Verkäufe) | Verkäufe  |
| ---------------------------- | ---------------------------------------------------------------------- | --------- |
| Australien (ARIA)            | Platin                                                                 | 50.000    |
| Deutschland (BVMI)           | Gold                                                                   | 250.000   |
| Frankreich (SNEP)            | Gold                                                                   | 100.000   |
| Kanada (MC)                  | Platin                                                                 | 100.000   |
| Neuseeland (RMNZ)            | Platin                                                                 | 20.000    |
| Niederlande (NVPI)           | Platin                                                                 | 100.000   |
| Spanien (Promusicae)         | Gold                                                                   | 50.000    |
| Vereinigte Staaten (RIAA)    | Platin                                                                 | 1.000.000 |
| Vereinigtes Königreich (BPI) | Platin                                                                 | 600.000   |
| Insgesamt                    | 3× Gold · 6× Platin ·                                                  | 2.270.000 |